# Karoline Käfer
Karoline Käfer, född 31 oktober 1954, död 11 mars 2023, var en friidrottare från Österrike. Hon deltog vid olympiska sommarspelen 1972, olympiska sommarspelen 1976 och olympiska sommarspelen 1980.